# Audrieu
Audrieu ist eine französische Gemeinde mit 1.156 Einwohnern (Stand: 1. Januar 2022) im Département Calvados in der Region Normandie. Sie gehört zum Arrondissement Bayeux und zum Kanton Thue et Muee. Die Einwohner werden als Aldériens oder Aldériennes bezeichnet.

## Geografie
Audrieu liegt etwa 11 km von Bayeux und 16 km von Caen entfernt. Umgeben wird Audrieu von Ducy-Sainte-Marguerite im Norden, Loucelles im Nordosten, Thue et Mue mit Brouay im Osten, Cristot im Südosten, Tilly-sur-Seulles im Süden, Bucéels im Südwesten, Chouain im Westen sowie Condé-sur-Seulles in nordwestlicher Richtung.

## Bevölkerungsentwicklung
| Jahr                             | 1793 | 1836 | 1876 | 1926 | 1946 | 1968 | 1990 | 2008 | 2016 |
| Einwohner                        | 529  | 824  | 680  | 456  | 536  | 539  | 868  | 1002 | 1015 |
| Quelle: Cassini, EHESS und INSEE |      |      |      |      |      |      |      |      |      |

## Sehenswürdigkeiten
- Kirche Notre-Dame aus dem 12. Jahrhundert, Monument historique
- Château d’Audrieu, Monument historique

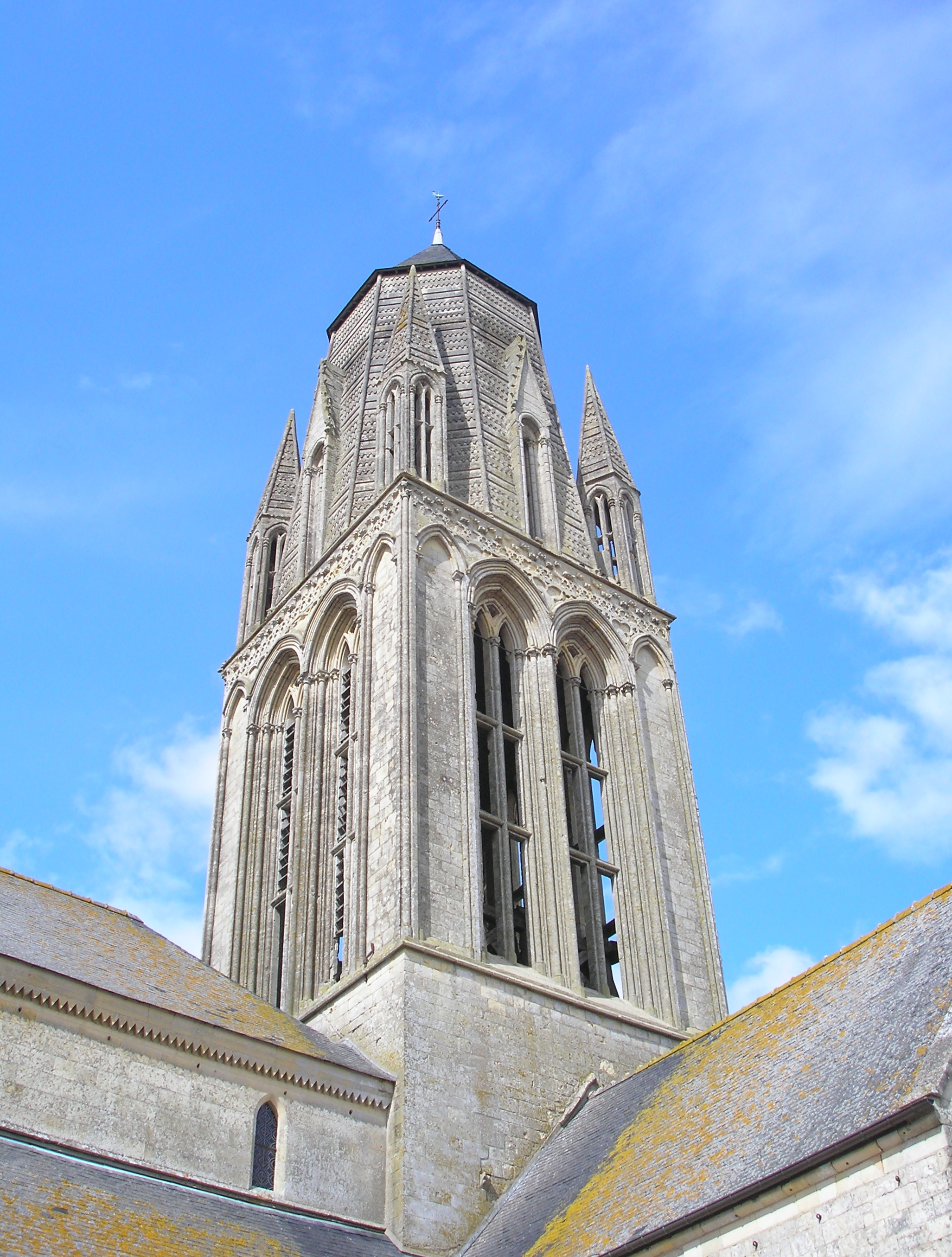
Glockenturm der Kirche Notre-Dame
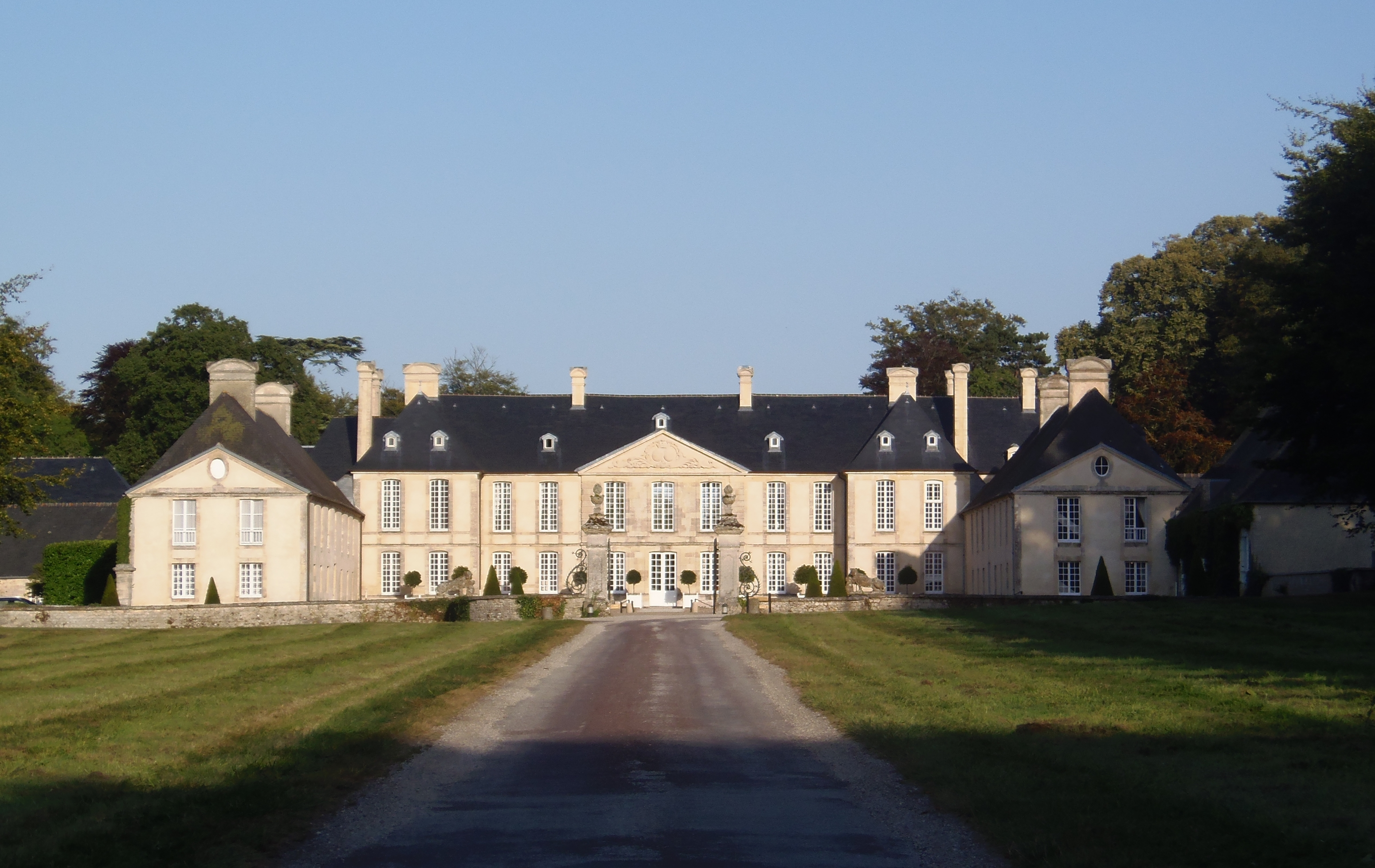
Château d’Audrieu